# Indy Japan 300 de 2008
Indy Japan 300 de 2008 foi a terceira corrida da temporada de 2008 da IndyCar Series. A corrida foi disputada no dia 20 de abril no Twin Ring Motegi, localizado na cidade de Motegi, Japão. A prova não contou com as equipes da extinta Champ Car, que participaram da prova em Long Beach. A vitória ficou com a pilota Danica Patrick, da equipe Andretti-Green Racing, que se tornou a primeira mulher a triunfar em uma corrida de circuito fechado no automobilismo.

## Pilotos e Equipes
| Nº | Piloto            | Equipe                          | Chassis | Motor | Pneu |
| -- | ----------------- | ------------------------------- | ------- | ----- | ---- |
| 2  | A. J. Foyt IV     | Vision Racing                   | Dallara | Honda | F    |
| 3  | Hélio Castroneves | Team Penske                     | Dallara | Honda | F    |
| 4  | Vitor Meira       | Panther Racing                  | Dallara | Honda | F    |
| 6  | Ryan Briscoe      | Team Penske                     | Dallara | Honda | F    |
| 7  | Danica Patrick    | Andretti-Green Racing           | Dallara | Honda | F    |
| 9  | Scott Dixon       | Chip Ganassi Racing             | Dallara | Honda | F    |
| 10 | Dan Wheldon       | Chip Ganassi Racing             | Dallara | Honda | F    |
| 11 | Tony Kanaan       | Andretti-Green Racing           | Dallara | Honda | F    |
| 14 | Darren Manning    | A. J. Foyt Enterprises          | Dallara | Honda | F    |
| 15 | Buddy Rice        | Dreyer & Reinbold Racing        | Dallara | Honda | F    |
| 17 | Ryan Hunter-Reay  | Rahal Letterman Racing          | Dallara | Honda | F    |
| 20 | Ed Carpenter      | Vision Racing                   | Dallara | Honda | F    |
| 23 | Townsend Bell     | Dreyer & Reinbold Racing        | Dallara | Honda | F    |
| 24 | Jay Howard (R)    | Roth Racing                     | Dallara | Honda | F    |
| 25 | Marty Roth        | Roth Racing                     | Dallara | Honda | F    |
| 26 | Marco Andretti    | Andretti-Green Racing           | Dallara | Honda | F    |
| 27 | Hideki Mutoh (R)  | Andretti-Green Racing           | Dallara | Honda | F    |
| 77 | Roger Yasukawa    | CURB/Agajanian/Beck Motorsports | Dallara | Honda | F    |

- (R) - Rookie

## Resultados

### Treino classificatório
Por causa da chuva não houve treino classificatório, e a ordem de largada foi determinada pela classificação de cada carro no campeonato. A pole não valeu o ponto de bonificação para o campeonato.
| Treino classificatório - 18 de junho (cancelado) | Treino classificatório - 18 de junho (cancelado) | Treino classificatório - 18 de junho (cancelado) | Treino classificatório - 18 de junho (cancelado) | Treino classificatório - 18 de junho (cancelado) |
| Pos                                              | Nº                                               | Piloto                                           | Equipe                                           | Pontos na classificação                          |
| ------------------------------------------------ | ------------------------------------------------ | ------------------------------------------------ | ------------------------------------------------ | ------------------------------------------------ |
| 1                                                | 3                                                | Hélio Castroneves                                | Team Penske                                      | 72                                               |
| 2                                                | 9                                                | Scott Dixon                                      | Chip Ganassi Racing                              | 62                                               |
| 3                                                | 11                                               | Tony Kanaan                                      | Andretti-Green Racing                            | 59                                               |
| 4                                                | 26                                               | Marco Andretti                                   | Andretti-Green Racing                            | 53                                               |
| 5                                                | 10                                               | Dan Wheldon                                      | Chip Ganassi Racing                              | 53                                               |
| 6                                                | 7                                                | Danica Patrick                                   | Andretti-Green Racing                            | 48                                               |
| 7                                                | 20                                               | Ed Carpenter                                     | Vision Racing                                    | 42                                               |
| 8                                                | 2                                                | A. J. Foyt IV                                    | Vision Racing                                    | 41                                               |
| 9                                                | 27                                               | Hideki Mutoh (R)                                 | Andretti-Green Racing                            | 40                                               |
| 10                                               | 17                                               | Ryan Hunter-Reay                                 | Rahal Letterman Racing                           | 39                                               |
| 11                                               | 15                                               | Buddy Rice                                       | Dreyer & Reinbold Racing                         | 34                                               |
| 12                                               | 14                                               | Darren Manning                                   | A. J. Foyt Enterprises                           | 34                                               |
| 13                                               | 4                                                | Vitor Meira                                      | Panther Racing                                   | 32                                               |
| 14                                               | 24                                               | Jay Howard (R)                                   | Roth Racing                                      | 28                                               |
| 15                                               | 6                                                | Ryan Briscoe                                     | Team Penske                                      | 24                                               |
| 16                                               | 23                                               | Townsend Bell                                    | Dreyer & Reinbold Racing                         | 24                                               |
| 17                                               | 25                                               | Marty Roth                                       | Roth Racing                                      | 17                                               |
| 18                                               | 77                                               | Roger Yasukawa                                   | CURB/Agajanian/Beck Motorsports                  | 0                                                |
| Relatório[ligação inativa]                       |                                                  |                                                  |                                                  |                                                  |

- (R) - Rookie

### Corrida
A corrida estava originalmente marcada para sábado (19), mas por causa de um vazamento de água na curva 4, a corrida foi adiada e transferida para domingo (20).
| Corrida - 20 de abril      | Corrida - 20 de abril | Corrida - 20 de abril | Corrida - 20 de abril           | Corrida - 20 de abril | Corrida - 20 de abril | Corrida - 20 de abril | Corrida - 20 de abril | Corrida - 20 de abril |
| Pos                        | Nº                    | Piloto                | Equipe                          | Voltas                | Tempo                 | Largada               | Voltas na Liderança   | Pontos                |
| -------------------------- | --------------------- | --------------------- | ------------------------------- | --------------------- | --------------------- | --------------------- | --------------------- | --------------------- |
| 1                          | 7                     | Danica Patrick        | Andretti-Green Racing           | 200                   | 1:51:02.6739          | 6                     | 3                     | +50                   |
| 2                          | 3                     | Hélio Castroneves     | Team Penske                     | 200                   | +5.8594               | 1                     | 93                    | +40                   |
| 3                          | 9                     | Scott Dixon           | Chip Ganassi Racing             | 200                   | +10.0559              | 2                     | 102                   | +38                   |
| 4                          | 10                    | Dan Wheldon           | Chip Ganassi Racing             | 200                   | +13.1116              | 5                     | 2                     | +32                   |
| 5                          | 11                    | Tony Kanaan           | Andretti-Green Racing           | 200                   | +16.0731              | 3                     | 0                     | +30                   |
| 6                          | 20                    | Ed Carpenter          | Vision Racing                   | 200                   | +16.8272              | 7                     | 0                     | +28                   |
| 7                          | 17                    | Ryan Hunter-Reay      | Rahal Letterman Racing          | 200                   | +17.5193              | 10                    | 0                     | +26                   |
| 8                          | 14                    | Darren Manning        | A. J. Foyt Enterprises          | 199                   | +1 volta              | 12                    | 0                     | +24                   |
| 9                          | 6                     | Ryan Briscoe          | Team Penske                     | 199                   | +1 volta              | 15                    | 0                     | +22                   |
| 10                         | 23                    | Townsend Bell         | Dreyer & Reinbold Racing        | 199                   | +1 volta              | 16                    | 0                     | +20                   |
| 11                         | 27                    | Hideki Mutoh (R)      | Andretti-Green Racing           | 199                   | +1 volta              | 9                     | 0                     | +19                   |
| 12                         | 15                    | Buddy Rice            | Dreyer & Reinbold Racing        | 198                   | +2 voltas             | 11                    | 0                     | +18                   |
| 13                         | 24                    | Jay Howard (R)        | Roth Racing                     | 192                   | +8 voltas             | 14                    | 0                     | +17                   |
| 14                         | 77                    | Roger Yasukawa        | CURB/Agajanian/Beck Motorsports | 134                   | +66 voltas            | 18                    | 0                     | +16                   |
| 15                         | 2                     | A. J. Foyt IV         | Vision Racing                   | 103                   | Acidente              | 8                     | 0                     | +15                   |
| 16                         | 4                     | Vitor Meira           | Panther Racing                  | 92                    | Acidente              | 13                    | 0                     | +14                   |
| 17                         | 25                    | Marty Roth            | Roth Racing                     | 44                    | Acidente              | 17                    | 0                     | +13                   |
| 18                         | 26                    | Marco Andretti        | Andretti-Green Racing           | 0                     | Acidente              | 4                     | 0                     | +12                   |
| Relatório[ligação inativa] |                       |                       |                                 |                       |                       |                       |                       |                       |

- (R) - Rookie